# 福島紳
福島 紳（ふくしま しん、1930年（昭和5年）9月24日 - 1960年（昭和35年）10月10日行方不明、17日認定死亡）は日本の地球物理学者。理化学研究所研究員（宇宙線研究室所属）、南極地域観測隊員。第4次南極越冬隊に参加中、ブリザードのため遭難し、日本の南極観測において初めての死者となった。南極大陸のやまと山脈の最高峰「福島岳」は、その名にちなんでつけられたものである。

## 経歴
1930年（昭和5年）9月24日、京都に生まれる。父は、法学者で関西大学法学部教授の福島四郎。
京都府立京都第一中学校、京都府立鴨沂高等学校を経て、1950年（昭和25年）、京都大学理学部に入学。1954年（昭和29年）卒業、同大学院自然科学研究課程修士課程に進学、1956年（昭和31年）修了し同博士課程に進学、1959年（昭和34年）退学。大学院では長谷川万吉研究室に所属し、長島一男（当時助手）から宇宙線の指導を受ける。第1次・第3次南極越冬隊に参加した北村泰一とは、小学校から大学院まで一貫して同級生同士であった。ただし、京都大学山岳部員であった北村とは異なり、登山経験はなかった。
学究肌で、もともとは南極には関心はなく、1956年に北村が第1次隊に参加した際にも、見送りに来た福島は、北村に「まったく酔狂だな。なんで南極なんかに行くんだ。なんの意味もない」と言ったという。
博士課程在籍中、1958年から1959年まで第3次南極地域観測隊（永田武隊長）の夏隊に参加、「宗谷」船上で宇宙線観測に従事する。観測隊に志願したきっかけは、北村から南極のみやげ話を聞かされたことだったという。
1959年4月、理化学研究所に入所し、宇宙線研究室に勤務。同年、第4次南極地域観測隊（立見辰雄隊長、鳥居鉄也副隊長・越冬隊長）の越冬隊に地球物理担当として参加した。
研究テーマは、「宇宙線緯度効果の測定ならびにその経年変化の研究」および「高緯度地方における宇宙線の時間的変化の研究」であった。

## 遭難
1960年10月10日、昭和基地付近では、3日前の7日夜半から吹き始めたブリザードがさらに激しさを増していた。朝9時には風速28.1メートル毎秒、視程10メートルが記録されている。
このとき日本隊は、1937年にノルウェーのラルス・クリステンセンによって報告されていた未確認の内陸山脈（仮称「1937年山脈」、のちに「やまと山脈」と命名される）の調査旅行準備を進めていた。この旅行のために、カブース橇（橇つきの移動小屋）が、昭和基地近くの海氷上に観測機器がセットされた状態で置かれており、日本隊では、ブリザードによりカブース橇が損傷する恐れがあることを非常に気にしていた。
一方、7日には、ベルギー南極観測隊のギド・デローム（Guido Derom）ら6名が、オッター機とセスナ機による測地および重力観測の途中、航空ガソリン補給のため昭和基地を訪れた。なお、ベルギー隊は昭和基地へ飛来する途中で、「1937年山脈」の実在を確認し空中写真を撮影している。一行は翌8日に出発しロア・ボードワン基地に戻る予定であったが、ブリザードのため足止めされてしまい、昭和基地から東方200メートル離れた海氷上のテントに宿泊し、基地で食事をとることになった。9日夜はブリザードが激しさを増したので、日本隊の鳥居隊長はベルギー隊のデローム隊長に対して基地内に泊まるよう薦めたが、デロームは「我々も近くフィールド調査に出かけるので、これもトレーニングだ」として、整備士1人を残して、あとの5人はテントに戻った。
10日朝、デロームら3人は朝食のため昭和基地に現れたが、地質学者のウィリアム・ディブロイク（William DeBreuck）と写真技師のレオン・ゴーセン（Leon Goossens）の2人はテントに残り、昼食時に基地に来ることになっていた。
10日13時30分ごろ、福島は吉田栄夫隊員（地学・犬担当）とともに、基地主屋棟付近のライフロープにつながれていた子犬4頭とタロに餌を与えるために昭和基地を離れた。この際、木崎甲子郎隊員（地学担当）が2人に「外に出るのなら、ついでにカブースソリの様子を見てこいよ」と声をかけている。木崎によれば、「福島は、「さあ、散歩に行こう」といかにも嬉々として出かけていった」という。その後、二人はいったん建物の出入口に戻ってから、カブース橇の入口を点検するため、再び外に出た。
ところが、ライフロープ伝いにカブース橇に向かったものの、戸外に出た時点では10メートルほどあった視程が急速に悪化し、ライフロープの末端にある車庫から50メートル先に置かれていたカブース橇まで行きつくことができなくなった。そのため引き返す途中、福島と吉田は互いを見失ってしまった。14時25分ごろ、基地本屋から70メートル離れた火薬置き場付近で、福島がころぶのを見たのが、吉田の見た福島の最後の姿だったという。吉田は15時少し前に主屋棟に戻ったが、福島はそのまま戻らなかった。
一方、13時ごろ、ベルギー隊のディブロイク隊員とゴーセン隊員が、昼食のためテントを離れ昭和基地へ向かった。ところが、彼等もまたブリザードのため互いを見失ってしまい、ゴーセンは14時30分ごろ基地にたどりついたが、ディブロイクが行方不明となった。14時35分ごろ、ディブロイクの行方不明という情報が日本隊の鳥居隊長に伝えられる。鳥居隊長は、周囲に不案内なベルギー隊が二重遭難を起こすことを恐れ、ベルギー隊による捜索を止めさせるとともに、日本隊から3班6名（第1班＝景山孝正・松田武雄、第2班＝深瀬一男・佐藤和郎、第3班＝木崎甲子郎・土屋貴俊）を捜索のため出発させた。全く視界が効かない状況下での二重遭難を恐れた鳥居は、学生時代に山岳部に所属していた人間が1班に必ず1人入るように配慮し、互いに身体をロープで結び合わせ、30分ごとに状況報告に戻るよう求めている。
ところが、14時45分頃に捜索隊が出発した直後に吉田が基地にたどりつき、福島の行方不明が明らかとなった。地理に不案内なディブロイクが基地の比較的近くにいると予想されたのに対し、福島は大幅に風に流された恐れがあり、別々に捜索を行う必要が生じたことから、日本隊は福島、ベルギー隊はディブロイクの捜索にそれぞれあたることになり、第4班（大瀬正美・村越望・矢田明）と第5班（吉田栄夫・村石幸彦）が捜索に向かった。
この間にもさらに事態は悪化し、17時には平均風速32.5メートル毎秒、最大瞬間風速は40メートル毎秒を超え、視界はゼロの状態となった。さらに、ディブロイクの捜索にあたっていた第3班の木崎・土屋と、福島の捜索にあたっていた第5班の吉田・村石も戻らず、一時は6人が消息不明となる、という事態となった。
21時30分に雪上車が出動し、1時間後の22時30分にベルギー隊のテントに到達、そこでテント内に避難していたディブロイクが発見された。ディブロイクは道に迷いテントに引き返す途中、オッター機にぶつかったためテントを探し当てることができたのだという。
翌11日午前にはやや視界が好転し、捜索隊の4人は15時過ぎに基地に戻った。彼等は、いずれも視界の効かない状況で基地を見失ってしまい、ビバークして一晩を過ごしている。当時の状況について、第5班の村石は、「あの気象状況では目の前二、三メートル先に建物があったとしても、直接ぶつからない限り通り過ぎてしまったであろうし、互いに目の前をすれ違っても分からなかったであろう」と回想している。
緊急捜索は遭難2日後の12日夕刻まで、通常の観測業務をすべて中断し、ベルギー隊の全面的協力も得つつ続けられた。13日からは観測業務を再開し、昼間のみの全力捜索に切り替えた。13日はベルギー隊のセスナ機に村越が便乗して、300平方キロメートルにわたる低空飛行による捜索を実施している。しかし、福島はついに発見されず、17日14時（現地時間、日本時間20時）をもって死亡と認定された。福島家では10月17日を命日としている。
ベルギー隊は10月25日まで昭和基地に滞在したのち、ロア・ボードワン基地に戻った。
11月15日、閣議において福島に対し勲六等旭日章の下賜が決定された。

### 福島岳の命名
ベルギー隊のデローム隊長は、昭和基地滞在中、「1937年山脈」の発見に関する権利を主張するとともに、山脈の最高峰を「福島岳」と命名することを日本隊側に提案していた。一方、日本隊の鳥居隊長は、地名命名に関する権限は東京の南極地域観測統合推進本部にあり、現地で決定することはできない、として譲らなかった。ただし、最高峰を「福島岳」と命名することについては双方が合意している。
日本隊は11月1日から12月15日にかけて、かねてより予定していた「1937年山脈」の調査旅行を行い、11月20日、木崎甲子郎と深瀬一男が最高峰（福島岳）の初登頂に成功した。
翌1961年（昭和36年）2月、南極地域観測統合推進本部は「1937年山脈」を「やまと山脈」、その最高峰を「福島岳」と正式に命名した。一方、ベルギー側は「1937年山脈」を「クイーン・ファビオラ山脈」と命名している。

### 福島ケルンの設置

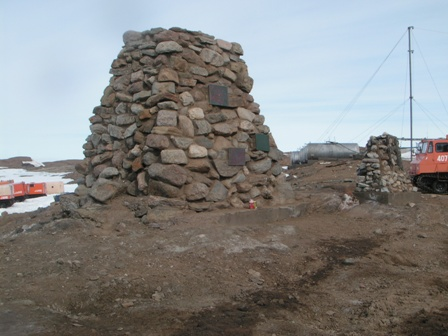
福島ケルン。2005年12月撮影。

1961年1月、第4次越冬隊の帰国に先立って福島隊員の慰霊碑（福島ケルン）が昭和基地の近くに設置され、1月10日に除幕式が行われた。高さ2.5メートルのケルンに2枚のプレートがはめこまれたもので、1枚には茅誠司（日本学術会議会長、東大総長）の揮毫による「福島紳君この地に逝く」という銘文が刻み込まれ、もう1枚には立見辰雄観測隊長の弔文を長谷川万吉が筆書したものが刻み込まれた。

## 遺体発見
1968年（昭和43年）2月9日16時30分頃、西オングル島の西海岸で地質調査を行っていた第9次越冬隊（村山雅美隊長）の矢内桂三隊員が、偶然に、岩かげに横たわっていた福島の遺体を発見、防寒靴のネームから福島本人と確認した。また、元第4次越冬隊員の村越望が、第9次夏隊員としてその場に偶然居合わせており、ただちに本人だと確認している。遺体が発見されたのは、東オングル島にある昭和基地から南西に4.2キロメートル離れた地点であった。
遺体発見時は第8次越冬隊から第9次越冬隊への引継ぎ作業中であり、すでに第8次越冬隊の鳥居鉄也隊長らは撤収を済ませ、翌10日に予定されていた正式な越冬交代を控えて「ふじ」に乗船していたが、協議の結果、第8次越冬隊が遺体収容を主務として処置することになり、現地で火葬に付すことが決定された。なお、第8次越冬隊には鳥居や吉田栄夫など、元第4次越冬隊員が5名含まれていた。第9次観測隊にも元第4次越冬隊員が2名（夏隊の村越望と越冬隊の土屋貴俊）含まれており、計7名が現地に居合わせていたことになる。これだけのまとまった人数が再び別の隊で顔を合わせた例は、他にないという。
翌10日、第8次隊の広瀬豊と第9次隊の小林昭男による検屍が行われた。遺体は、左後頭部に、スリップしたときについたと思われるわずかな外傷が見られるほかは、全く無傷であった。このため、基地を探して彷徨ううち、風下に大きく流され、疲労のためスリップし、そのまま死亡したものと推測されている。遺体にはめられていた腕時計は2時25分10秒を指して止まっていたが、小林医師が外して、立ち会っていた鳥居に渡したところ、少しして動き出したという。福島の遺体は現地で火葬に付され、遺体発見現場にはケルン（昭和基地付近の福島ケルンとは別）が積まれた。遺骨は吉田栄夫が背負って昭和基地に持ち帰った。遺族の希望もあり、遺骨の一部は福島ケルンに分骨された。
この年の夏の昭和基地周辺の気温はきわめて高く、そのために、遺体を覆い隠していた雪が融けて発見されたものと考えられている。融雪のため、第1次越冬隊が置き去りにした樺太犬の遺体も発見されている。

## 遭難事故の評価
福島の遭難後、強いブリザードの際には、基地の主要な建物からの外出禁止が徹底されるようになった。
第4次越冬隊の関係者からは、福島に登山経験がなかったことが、その死の要因となったのではないか、とする指摘がなされている。木崎甲子郎は、「わたしたちや吉田・村石が生きて帰ってきたのは、「しまった、間違った」と思ったあと、穴を掘ってもぐりブリザードがやむのを待つことができたからだ。また、学生時代、山岳部の生活でそういう訓練を受けていたからでもある。福島にはそういう経験はまったくなく、おそらく、風に押されるままに流されて、絶望して凍えてしまったのであろう」と記している。もっとも、木崎は「もう一日ブリザードが続いていたら、われわれだってどうなっていたかわからない」とも述べ、自分たちの生還も多分に幸運だったことを認めている。村石幸彦も同様に、「生還できた我々と福島隊員の差はなんだったのだろうか。今にして思えば幸運が九十九パーセント、残りは経験の有無だと思う」と述べている。親友の北村泰一も、「彼には山の経験がなく、私にはあった。これが私と福島の生死の分かれの原因だったように思う」と記している。
また、鳥居鉄也は「身勝手な繰り言かもしれないが、もしベルギー隊があのブリザードのときいなかったらと思うこともある」と記しており、北村泰一や、理化学研究所の同僚で第1・2・6次隊に参加した小玉正弘も、同時並行して起こったベルギー隊の遭難騒ぎのため初動が遅れ、結果的に救助のチャンスを逃してしまった可能性を示唆している。一方、木崎甲子郎は、「あの風速三〇メートルものブリザードのなかを出て行くというのは、どだい無茶な話で、捜索などできるはずもない」と記し、遭難の判明直後はとても捜索活動を行える状況ではなかったとしている。
福島紳は、2018年現在、南極地域観測隊の活動中における唯一の死者となっている。ただし、海上自衛隊による支援活動では、1974年（昭和49年）1月1日、「ふじ」の乗組員が氷山を調査中にクレバスに転落して死亡する事故が起こっている。また、2015年（平成27年）2月3日には、南極大陸上のS16無人観測拠点において、「しらせ」の乗組員が、物資輸送作業中に倒れ急死している。

## 福島紳を題材とした作品
非情のブリザード（新田次郎）
初出は『週刊朝日』1962年（昭和37年）4月15日増刊号。『錆びたピッケル』（新潮社、1962年）、『新田次郎全集』第14巻（新潮社、1975年）、『北極光』（二見書房、1977年）、『氷原・非情のブリザード』（新潮文庫、1980年）に収録。
福島の遭難の状況を描いた短編小説。登場人物は実名であり、遭難の状況もほぼ事実通りである。ただし、本作発表の時点では遺体は未発見であり、作中では、昭和基地の北西で、海氷上の割れ目から転落して死亡したことになっている。なお、新田は観測隊員には直接取材しておらず、新聞記者を通じて情報を得たらしいという。
『宗谷物語』第18話「魔のブリザード」
国際映画社製作のテレビアニメ。1984年6月5日放送。1回分を費やして福島の遭難事故を描いている。福島役の声優は塩沢兼人。福島に道子という幼馴染の恋人がおり、また幼い頃からオーロラに憧れ、南極探検を目指していた、という設定になっている。ベルギー隊は登場しない。遺体発見についてはナレーションで簡単に触れられている。

## 業績

### 論文
- 北村泰一; 福島紳; 小玉正弘「第1次越冬隊宇宙線部門報告」『南極資料』第6号、文部省、1-21頁、1959年1月。doi:10.15094/00006894。ISSN 0085-7289。NAID 110001181117。
- 福島紳; 北村泰一「第3次南極地域観測隊宇宙線部門船上観測報告」『南極資料』第10号、文部省、9-18頁、1960年3月。doi:10.15094/00006984。ISSN 0085-7289。NAID 110001181139。
- 福島紳; 中村強「第4次南極地域観測隊宇宙線部門船上観測報告」『南極資料』第11号、文部省、165-173頁、1961年1月。doi:10.15094/00007052。ISSN 0085-7289。NAID 110001130638。
- Shin FUKUSHIMA; Masahiro KODAMA; Yukio MIYAZAKI (January 1961), “Cosmic-Ray Neutron Monitor at Syowa Base, Antarctica”, 南極資料 (文部省) (11):  174-178, doi:10.15094/00007053, ISSN 0085-7289, NAID 110001130639 （福島紳; 小玉正弘; 宮崎友喜雄「水を利用した宇宙線中性子観測装置」）
- Junji NAKAMURA; Taiichi KITAMURA; Shin FUKUSHIMA (June 1962), “Auroral ASCAPLOT at Syowa Station in 1959 and 1960”, 南極資料 (文部省) (16):  1-22, doi:10.15094/00007185, ISSN 0085-7289, NAID 110001181178 （中村純二; 北村泰一; 福島紳「昭和基地の1959年及び1960年ASCAPLOT」）
- Shin FUKUSHIMA; Masahiro KODAMA; Tadao MAKINO; Yukio MIYAZAKI (February 1964), “Results of Cosmic-Ray Surveys between Japan and the Antarctic”, 南極資料 (国立科学博物館) (20):  27-52, doi:10.15094/00007315, ISSN 0085-7289, NAID 110001181215 （福島紳; 小玉正弘; 牧野忠男; 宮崎友喜雄「日本南極地域観測隊宇宙線部門船上観測結果報告」）

### 予稿
- 福島紳「宇宙線強度の緯度効果IV : VI. 宇宙線」『日本物理学会春季分科会講演予稿集 昭和34（春）』、日本物理学会、105頁、1959年4月。doi:10.11316/jpsgaiyob.1959.spring.0_105。NAID 110002047107。
- 小玉正弘; 福島紳; 中村強「緯度効果の永年変化 II」『秋の分科会講演予稿集 昭和35（3）』、日本物理学会、143頁、1960年10月。doi:10.11316/jpsgaiyok.1960.3.0_143。NAID 110002038789。
- 福島紳; 小玉正弘; 宮崎友喜雄「昭和基地におけるNeutron Monitor」『秋の分科会講演予稿集 昭和35（3）』、日本物理学会、148頁、1960年10月。doi:10.11316/jpsgaiyok.1960.3.0_148。NAID 110002038801。